# 3390 Demanet
3390 Demanet eller 1984 ES1 är en asteroid i huvudbältet som upptäcktes den 2 mars 1984 av den belgiske astronomen Henri Debehogne vid La Silla-observatoriet. Den är uppkallad efter en släkting till upptäckaren.
Asteroiden har en diameter på ungefär 5 kilometer och den tillhör asteroidgruppen Flora.